# Lavantinska škofija
Lavantinska škofija je bila sufraganska škofija Salzburške nadškofije, ustanovljena leta 1228, s škofijskim sedežem v Šentandražu v Labotski dolini, od leta 1859 pa v Mariboru.

## Ustanovitev, zgodovinski opis in pomembni dogodki
Obsegala je predvsem župnije na območju Labotske doline (danes avstrijska Koroška), ob koncu 18. stoletja pa se je s preureditvijo škofijskih meja v notranjeavstijskih deželah razširila tudi na spodnji del Štajerske, tudi na Savinjsko ter okolico Celja.
4. septembra 1859 je takratni lavantinski škof Anton Martin Slomšek sedež lavantinske škofije uspel prestaviti v Maribor (ki je bil z okolico dotlej del Sekovske škofije), s tem pa so se spremenile tudi škofijske meje na Koroškem in Štajerskem, ki so se pokrile z deželnimi, s tem da je Lavantinska škofija odtlej obsegala le župnije na Spodnjem Štajerskem.

### Ustanovitev škofije

#### Ustanovitveno pismo salzburškega nadškofa Eberharda II.
Izvirnik listine hrani Državni arhiv na Dunaju, njena kopija pa se nahaja v »Codex Heinrici episcopi« saec. XIV. v Nadškofijskem arhivu v Mariboru. O ustanovitvenem pismu salzburškega nadškofa Eberharda II. mariborski zgodovinar F. Kovačič v svoji knjigi Zgodovina Lavantinske škofije, iz leta 1928, ugotavlja:
Za čudo v ustanovni listini ni govora o pogojih, pod katerimi je Rim dovolil ustanovitev škofije. Tu ni govora o dohodkih škofovih, ne o zaokrožitvi njegove škofije. Od pogojev poudarja listina le to, da nova škofija ne sme biti na noben način v breme ali v škodo solnograškemu stolnemu kapitlju, ne v gmotnem oziru, ne glede dostojanstva, običajev, svoboščin in predpravic. Pač pa listina vsebuje prav trde predpise, po katerih je lavantinski škof bil popolnoma odvisen od Salzburga; bil je skoraj manj, kakor dandanes pomožni škofje, katerim so vsaj dohodki kolikor toliko zagotovljeni, dočim je bil lavantinski škof skoraj brez vseh sredstev in dolgo časa niti sedeža ni imel pri Sv. Andražu. Nadškof izrecno določa, da lavantinski prošt in kapitol nimata prav nobene pravice pri izvolitvi škofa; izvolitev in imenovanje pridrži nadškof sebi in svojim naslednikom s soglasjem solnograškega kapitola. Pač pa si lavantinski kapitol sme sam voliti svojega prošta, toda le izmed solnograških kanonikov. Izmed svojih kanonikov so tudi nadškofje navadno jemali lavantinske škofe, tako je lavantinska stolica bila le nekaka solnograška ekspozitura. Glede škofa samega določa dalje ustanovna listina naslednje: Ko novoimenovani škof sprejme prstan in časne dohodke, mora pred kapitolom nadškofu priseči zvestobo, pred posvetitvijo pa v nadškofovi navzočnosti tudi kapitolu, da mu bo vedno vdan, da bo branil njegove pravice in mu ne bo nikdar nasprotoval. Ko je solnograška stolica izpražnjena, se ne sme lavantinski škof prav nič vmešavati v izvolitev nadškofa, tudi ne sme v solnograški stolnici opravljati škofovskih funkcij, razen če ga kapitol pokliče. Sploh izven svoje škofije ne sme opravljati škofovskih opravil, če ga nadškof k temu ne pooblasti. Tudi v pravne zadeve, ki jih v odsotnosti nadškofovi rešuje stolni kapitol, se lavantinski škof ne sme vtikati. Ako se ob slovesnih prilikah podložni škofje zberejo okoli nadškofa, določa listina naslednji red: nadškofu na levici stoji ali sedi po starem običaju vedno stolni prošt solnograški, na desnici poleg nadškofa najprej krški škof, potem drugi po starosti škofij, torej je lavantinski škof bil na zadnjem mestu.
Besedilo ustanovne listine
Solnograd (Salzburg), 1228 maja 10.

V imenu svete in nedeljive trojice.
Eberhard po božji volji svete solnograške nadškofijske apostolske stolice stalni legat. 

Pri delu v vinogradu Gospoda Sabaot sem spoznal, da moje moči ne zadoščajo za vodstvo poverjene mi črede, zato želim delo razdeliti in s privolitvijo ustreznih avtoritet, gospoda Honorija, papeža, po tem imenu tretjega in soglasjem našega solnograškega kapitlja, v Labotu, v cerkvi svetega Andreja, pri katere redu regularnih kanonikov smo imenovali kapitelj, ustanavljamo škofovsko stolico, vendar s takšno omejitvijo, da po obliki privilegija do papeža v ničemer ni s Solnogradom izenačena po časteh in svoboščinah ali navadah kakor tudi ne po vseh drugih običajih, tako da vse to že sedaj razglašam za neveljavno v kolikor bi tamkajšnji škof tako odločil.

Izvirnik

In vinea domini Sabaoth laborantes sollieita consideratione perpendimus nos ad regimen gregis nobis commissi minus sufficere et ut onera nostra in alios partiri valeamus, de licentia et auctoritatè domini Honorii pape III et assensu capituli nostri Salzburgensis in Lauent in ecclesia sancti Andree in qua tunc canonici et ordo regularis de corpore capituli nostri a nobis extitit institutus, kathedram constituimus episcopalem tali adhibito moderamine, ut secundum formam privilegii predicti domini pape super hoc editi capitulo nostro Salzburgensi in nullo iure suo tam in dignitatibus quam libertatibus vel consuetudinibus nec non et omnibus aliis suis rationibus occasione iam dieti episcopatus nullum fiat preiudicium et gravamen de quibus rationibus quasdam specialiter et nominatim duximus exprimendas.
Inprimis videlicet constituimus, ut prepositus et capitulum sancti Andree Lauenten(se) nullo umquam iure quicquam sibi vendicet de prefati episcopi electione, sed ipsus electio simpliciter et pure t(antu)m ad nos et nostros spectet ex ordine successores coram capitulo nostro in domino celebranda, prepositi autem electio in ecclesia prefata sancti Andree ad capitulum Lauenten(se) sine cuiuslibet contradictione periineat in perpetuimi. De capitulo tarnen nostro Salzburgensi tantummodo et non aliunde licebit eis personam assumere quam secundum dei timorem sibi viderint expedire. Predictus etiam episcopus a nobis vel a successoribus nostris electus et pontificali anulo investitus et inbeneficiatus coram capitulo nostro hominium faciat archiepiscopo et sacramentum preštet se in omnibus fidelitatem debitam eidem et ecclesie Salzburgensi servaturum. Statuimus etiam, ut idem electus ante perceptam consecrationem coram nobis capitulo nostro iuret se eidem semper fore devotum et ad defensionem et conservationem honoris ipsius et privilegiorum ei pro posse pie et fideliter affuturum nec causa alterius ei se aliquando oppositurum. Excipimus etiam, ne idem Lauenten(sis) episcopus ecclesia Salzburgensi vacante ulla penitus ratione electioni archiepiscopi se debeat ingerere solempnia quoque divini officii in maiori ecclesia, nisi a capitulo vocatus, nullius iuris pretextu celebret preter pontificalia officia que vice nostra nobis absentibus adimplere satagat, et hoc de mandato nostro speciali. De causis etiam cognoscendis quarum diffinitio nobis non presentibus de iure communi spectat ad capitulum maioris ecclesie, extra suam diocesim se nullatenus intromittat. Volumus etiam, ut secundum antiquam consuetudinem et a nobis et a predecessoribus nostris hactenus observatam prepositus Salzburgensis ecclesie sive in publico sive in privato a latere nostro propter presentiam episcopi seu episcoporum a nobis creatorum numquam debeat segregari sed preposito in sinistro latere posito Gurcensis et reliqui episcopi in dextro latere secundum cuiuslibet episcopatus etatem in suo ordine statuantur. Ne igitur hee nostra institutio ab aliquo in posterum valeat immutari, presentem inde paginam conscribi et sigillo nostro fecimus communiri.
Anno ab incarnatione domini MCCXXVIII, indictione prima, dat. Salzburge, VI idus maii, pontificatus nostri anno XXVIII.

## Zgodovina
Slovensko ozemlje severno od Drave je po razmejitvi cesarja Karla Velikega leta 811 v misijonsko in cerkvenoupravno pripadlo Nadškofiji Salzburg, južno od Drave pa oglejskemu patriarhatu. Salzburški nadškofje so na svojem obširnem ozemlju ustanovili več podložnih škofij, tako npr. leta 1070 Krško (sedanjo Celovško) škofijo, v 13. stoletju pa kar tri škofije. Nadškof Eberhard II. je leta 1216 ustanovil škofijo Chiemsee na Bavarskem in leta 1218 Sekovsko škofijo, tj. predhodnico današnje graške škofije.
Nadškof Eberhard II. je že leta 1225 pridobil soglasje papeža Honorija III. (1216-1227) za ustanovitev lavantinske škofije, tako je lahko 10. maja 1228 v Salzburgu podpisal listino o ustanovitvi.. Tedanje cerkvenopolitične razmere so bile take, da je Avstriji in Štajerski od l. 1198 do 1220 vladal Leopold III. (VI.), ki ga je zelo motilo, da v svojih deželah ni imel lastne škofije, temveč je celotna Avstrija spadala pod Passausko škofijo, okolica Dunajskega Novega Mesta ter Štajerska pa pod Salzburško nadškofijo. Leopold je na vsak način hotel vsaj Dunaj odtrgati oblasti passauskega škofa in naa Dunaju ustanoviti lastno škofijo. Pri papežu je svoj načrt utemeljeval zlasti s tem, da je passuska škofija preobsežna in skoraj je že dosegel, da dobi na Dunaju lastno škofijo, ker pa ni hotel ali ni mogel zanjo kot fevdni gospod prispevati denarja za dotacijo nove škofije, je njegov načrt propadel.
Salzburški nadškof s tem sicer ne bi bil prizadet, a ker bi lahko Leopold z istim argumentom (preobsežnost obstoječe škofije) utemeljeval tudi željo po odcepitvi dela salzburške nadškofije, ga je salzburški nadškof pri tej nameri prehitel. Salzburška nadškofija je bila namreč še večja kot passauska, ob tem pa so Visoke Ture Štajersko popolnoma zapirale proti Salzburgu. Ko se je vojvoda Leopold podal v Palestino na križarsko vojno, je nadškof Eberhard II. hitro pridobil dovoljenje papeža za ustanovitev Sekovske (današnje graške) škofije, ki jo je ustanovil leta 1218. Ko se je vojvoda Leopold vrnil, je bil postavljen pred izvršeno dejstvo. Štajerska je imela svojega škofa, ki pa je bil popolnoma odvisen od Salzburga in ne od deželnega kneza. Od ustanovitve te škofije so bili lavantinski škofije od nadškofa v Salzburgu odvisni bolj, kot je bilo to določeno po splošnem cerkvenem pravu. Lavantinska škofija je bila ob ustanovitvi "lastniška" škofija, ker je bila ustanovljena na ozemlju salzburške nadškofije in je bil salzburški nadškof fevdni gospod lavantinskemu škofu, ta pa njegov vazal. Tudi imenovanje sufraganskih lavantinskih škofov si je salzburški nadškof pridržal zase, kar je pomenilo, da lavantinskega škofa ni imenoval papež, čeprav se je v nekaj izjemnih primerih to zgodilo). Na enak način je salzburški nadškof ustanovil sekovsko (danes graško), chimseejevsko in krško (danes Celovško) škofijo. Tem škofom je izročal v fevd temporalije, škofje pa so mu morali zapriseči zvestobo, kot vazali fevdnemu gospodu. Šele leta 1457 je cesar Friderik III. lavantinskemu škofu podelil dedni knežji naziv »knezoškof«.
Lavantinski škofje so sprva živeli v Brežah in se leta 1329 preselili na novo pridobljeni grad Tvimberg pri Šentlenartu (Bad Sankt Leonhard im Lavanttal), v Labotski dolini. Šele veliko kasneje so lahko prestavili škofijski sedež v tedanjo župnijsko cerkev pri Šentandražu v Labotski dolini. V takratnem času namreč ni bila izjema, da se škofijski sedež in stolna cerkev nista nahajala v istem kraju. Enako je bilo tudi pri drugih sufraganskih škofijah salzburške nadškofije: krški škofje so živeli na gradu Straßburg, Sekavski pa na gradu Seggau pri Lipnici in v Gradcu, tudi sami salzburški nadškofje so živeli ob Chiemskem jezeru.
Šele leta 1244 je salzburški nadškof določil meje lavantinske škofije., ki je obsegala naslednje župnijske cerkve: Šentandraž, Labot, sv. Florjan ob Laznici (srednja Štajerska), s podružnicami Sv. Peter pri Lindenbergu, sv. Martin v Sulmski dolini, ter sv. Andrej v Slatinskem dolu, jugovzhodno od Lipnice. Škof Heinrich IV. Krapff je namreč prosil papeža Gregorja XI., da vključi v njegovo škofijo tudi župnijo sv. Florjan, ki pa je takrat obsegala veliko večje območje kot danes, kajti škofija ima tako majhne prihodke, da »škof ne more živeti niti kot boljši župnik.« Tako je ta župnija postala t. i. mensalna dobrina, kar je pomenilo, da se je njen prihodek smatral za osebni prihodek škofa. Po drugi strani pa je to pomenilo, da je škof postal tudi župnik župnije Sv. Florijana in je moral za dušno-pastirsko in upravno delo postaviti svojega vikarja. Leta 1376 so določili, da sme vikar zase in za svoje kaplane uporabljati župnišče, polja in pašnike in na teh ozemljih sprejemati darila in dajatve. Leta 1381 so višino letnih prejemkov vikarja, določili na 40 guldnov.
Ob koncu 17. stoletja se je lavantinska škofija delila na naddekanat Spodnja Koroška s sedežem v Šentandražu in na komisariat Sv. Florijan. K naddiakonatu so spadale župnije pri Šentandražu (s stolnico), Sv. Marija v Rojah, Sv. Gregor pod Kamnom, Šmartin, Sv. Marija na Lavamintu, proštija in kolegijska župnija Sv. Janeza Evangelista v Dravogradu, Sv. Janez Krstnik v Mostiču, Šmarjeta v Remšeniku, Šmihel v Marenbergu, Sv. Marija v Frezah, Šentjur na Remšeniku (severno od Frez). Komisariat Sv. Florijana pa je obsegal območja župnij Veliki sv. Florijan, Sv. Janez Krstnik na Zvonini, Sv. Egidij v Holeneku, Sv. Marija na Ojstrici, Šentjakob v Freilandu, Sv. Bartolomeja v Gamsah, Šentandraž (Saustal, avstrijska Štajerska), Sv. Mihaela (Gleinstetten, avstrijska Štajerska), Šentvid na Starem trgu in Šentpeter (Sulmtal, avstrijska Štajerska). Župnije Visoko, Marenberg, Remšnik in Freze so nekoč spadale pod nekdanjo (pra)župnijo Labot na Koroškem.
Škofija je tako obsegala 21 povsem vaških župnij. Še vedno je bila majhna in si ni mogla privoščiti večjih izdatkov. Cerkvene službe, ki so jih v drugih škofijah opravljali posvečeni duhovniki, so v Lavantinski škofiji vršili semeniščniki, ki so se pripravljali na duhovniški poklic. Tudi to, da je neka župnija pripadala lavantinski škofiji še ni pomenilo, da tudi prihodki iz te župnije pripadajo škofiji, prav tako je bilo pogosto nejasno, kdo bo imenoval župnika in upravljal z župnijskim premoženjem ali kdo bo smel izvrševati druge pravice iz naslova premoženja župnije oziroma nositi morebitna bremena, kot so sanacije objektov po naravnih nesrečah. Vsi župnijski prihodki niso prešli v enaki višini v škofijsko blagajno, tudi tam ne, kjer je župnija (na primer Veliki sv. Florijan) izrecno spadala neposredno pod škofa, kajti vikarji, ki jih je škof po sili razmer postavil, so morali prav tako prejeti svoj delež.
Kljub temu, da je škofija obsegala majhno ozemlje, pa to ni veljalo za delovanje njenih škofov na drugih področjih. Kot sufraganski škofje salzburškega nadškofa so smeli lavantinski škofje na njegovo željo delovati na območju celotne Salzburške metropolije. Leta 1511 je bil škof Leonhard Peurl imenovan za pomožnega škofa (sufragana) oglejskemu patriarhu s sedežem v Benetkah, za tista območja, ki jih v začetku 16. stoletja, zaradi vojnih razprtij, ni bilo možno upravljati iz Italije. Škof Peurl in njegov naslednik Philipp Renner sta zato smela na območjih vojvodine Koroške in Kranjske delovati kot škofa vikarja, ki zastopata oglejskega patriarha. To imenovanje je 18. maja 1511 v Rimu opravil Dominicus Grimani, škof, kardinal in patriarh Oglejske nadškofije, s tem imenovanjem pa je bila povezana pristojnost posvečevanja duhovnikov, cerkva in oltarjev, opravljanja vizitacij in sklicevanja sinod.
Zaradi podeljenih nalog v Oglejski nadškofiji na območjih zunaj meja Furlanije, so imeli lavantinski škofje veliko večje pristojnosti kot v svoji bistveno manjši škofiji. To se je nanašalo na naddekanate Kranjska, Golovica in Zgornja Koroška ter Ziljska in Podjunska dolina, kakor tudi župnije ob Slovenski Marki in v Bistrici. Te pristojnosti so izhajale iz potreb zaradi spora med cesarjem Maksimiljanom in Beneško republiko, predmet katerega je bila med drugim tudi oblast v Goriški grofiji. Na osnovi teh pristojnosti so bile utemeljene dejavnosti lavantinskih škofov izven lastne škofije na Koroškem (na primer v Špitalu ob Dravi 22. julija 1535 ter na Kranjskem in Spodnjem Štajerskem, južno od Drave, na primer na ptujskem območju.

### Jožefinske reforme
V času jožefinskih reform za časa cesarja Jožefa II. sta bili lavantinski škofiji priključeni župniji v Velikovcu (1786) in v Celju (1789), vse župnije na Štajerskem, severno od Drave, pa so pripadle Sekovski škofiji (prednici Graške škofije). Da bi lahko škof bolje upravljal zelo obsežno škofijo, so bile leta 1859 koroške župnije prenesene pod upravo Krške škofije, v zameno zanje pa so lavantinski škofiji pripadle župnije v Mariboru in njegovi okolici. Takoj po tej spremembi je škof Anton Martin Slomšek prestavil lavantinski škofijski sedež v Maribor. Župnije lavantinske škofije, ki so po prvi svetovni vojni ostale v Avstriji, so bile priključene Krški škofiji ali Sekovski škofiji.

### Mariborska škofija in cerkvenopolitični dogodbi po prvi svetovni vojni
Po prvi svetovni vojni je Sveti sedež Lavantinsko škofijo zaradi spremenjenih državno-ozemeljskih razmer, razpada Avstro-Ogrske monarhije in ustanovitve Kraljevine Srbov, Hrvatov in Slovencev (kasnejše Jugoslavije), 1. maja 1924 izvzel iz Metropolije Salzburg in jo neposredno podredil sebi. S tem se je končalo obdobje med letoma 1446 in 1923, ko je salzburški nadškof imenoval in posvetil vsakokratnega lavantinskega škofa, ta pa je smel nositi cesarsko-kraljevi naziv »knezoškof«. Andrej Karlin je ob imenovanju 6. junija 1923 tako postal prvi škof, ki ga je neposredno imenoval Sveti sedež. Istega leta so bile škofiji priključene vse župnije celovške, graške in sombotelske škofije, ki so po novi državni razmejitvi ostale v kraljevini SHS.
5. marca 1962 je Sveti sedež lavantinsko škofijo (latinsko Dioecesis Lavantina) preimenoval v Mariborsko-lavantinsko škofijo, v njeno ozemlje pa so bile 1964 tudi uradno vključene župnije, predvsem na Koroškem in v Prekmurju, ki so bile od leta 1923 samo pod upravo mariborskega škofa. 22. novembra 1968 je bila mariborsko-lavantinska škofija kot sufraganska postavljena pod upravo cerkvene pokrajine Ljubljanske metropolije.